# Wladislaw Wladimirowitsch Kulikow
Wladislaw Wladimirowitsch Kulikow (russisch Владислав Владимирович Куликов; * 7. Januar 1971 in Moskau) ist ein ehemaliger russischer Schwimmer. Er gewann bei Olympischen Spielen zwei Silbermedaillen und eine Bronzemedaille. Bei Weltmeisterschaften erkämpfte er dreimal Silber und dreimal Bronze auf der 50-Meter-Bahn sowie einmal Silber und einmal Bronze auf der 25-Meter-Bahn. Bei Europameisterschaften erschwamm er dreimal Gold und einmal Bronze auf der Langbahn sowie einmal Gold und einmal Bronze auf der Kurzbahn.

## Karriere
Der 1,90 Meter große Wladislaw Kulikow war Spezialist im Schmetterlingsschwimmen, er startete für ZSKA Moskau.

### 1991 bis 1994 mit der ersten Olympiamedaille
Anfang 1991 bei den Weltmeisterschaften in Perth siegte Anthony Nesty aus Suriname über 100 Meter Schmetterling mit zwei Hundertstelsekunden Vorsprung vor dem Deutschen Michael Groß. 0,43 Sekunden hinter Groß erschwamm Wladislaw Kulikow die Bronzemedaille mit 0,14 Sekunden Vorsprung vor Mark Henderson aus den Vereinigten Staaten. Die sowjetische 4-mal-100-Meter-Lagenstaffel mit Wladimir Schemetow, Dmitri Wolkow, Wladislaw Kulikow und Weniamin Tajanowitsch erschwamm Silber mit 0,75 Sekunden Rückstand auf das US-Quartett. Im August bei den Europameisterschaften in Athen gewann Kulikow über 100 Meter Schmetterling mit 0,08 Sekunden Vorsprung vor dem Spanier Martín López-Zubero. Die 4-mal-100-Meter-Lagenstaffel mit Wladimir Selkow, Wolkow, Kulikow und Alexander Popow gewann mit anderthalb Sekunden Vorsprung vor den Franzosen. Im Dezember 1991 fanden die Sprinteuropameisterschaften in Gelsenkirchen statt. Über 50 Meter Schmetterling erkämpfte Kulikow die Bronzemedaille hinter dem Schweden Jan Karlsson und dem Deutschen Nils Rudolph. Die sowjetische 4-mal-50-Meter-Lagenstaffel mit Wladimir Selkow, Wassili Iwanow, Wladislaw Kulikow und Alexander Popow gewann 0,18 Sekunden vor dem deutschen Team.
Der Auftritt bei den Sprinteuropameisterschaften war der letzte für die sowjetische Mannschaft. 1992 trat das Vereinte Team für die Gemeinschaft Unabhängiger Staaten an, die drei baltischen Staaten starteten mit eigenen Mannschaften. Bei den Olympischen Spielen 1992 in Barcelona wurde Kulikow Achter über 100 Meter Schmetterling. Die Lagenstaffel mit Selkow, Wolkow, Kulikow und Wladimir Pyschnenko schwamm die zweitbeste Vorlaufzeit. Im Endlauf waren Selkow, Wassili Iwanow, Pawlo Chnykin und Popow fast vier Sekunden schneller als die Vorlaufstaffel und erreichten das Ziel anderthalb Sekunden nach dem US-Quartett, aber eine Sekunde vor den drittplatzierten Kanadiern. Alle sieben beteiligten Schwimmer aus dem Vereinten Team erhielten eine Silbermedaille.
Ab Ende 1992 startete Kulikow als Mitglied der russischen Mannschaft. Bei den Europameisterschaften 1993 in Sheffield belegte er den fünften Platz über 100 Meter Delphin. Zweiter wurde sein Landsmann Denis Pankratow, der auch in der Lagenstaffel schwamm. Im Dezember 1993 bei den Kurzbahnweltmeisterschaften in Palma de Mallorca wurde Kulikow Vierter über 100 Meter Schmetterling mit 0,03 Sekunden Rückstand auf den drittplatzierten Polen Rafał Szukała. Die 4-mal-100-Meter-Freistilstaffel mit Roman Schtschogolew, Wladislaw Kulikow, Wladimir Predkin und Juri Muchin erkämpfte die Bronzemedaille hinter den Brasilianern und der US-Staffel und drei Sekunden vor den viertplatzierten Franzosen. Mit der Lagenstaffel wurde Kulikow Vierter. 1994 bei den Weltmeisterschaften in Rom belegte Kulikow den elften Platz über 100 Meter Schmetterling. Für seine Vorlaufeinsätze in der 4-mal-100-Meter-Freistilstaffel und in der 4-mal-100-Meter-Lagenstaffel erhielt Kulikow jeweils eine Silbermedaille.

### 1996 bis 2001 mit zwei Olympiamedaillen
1996 bei den Olympischen Spielen in Atlanta schwamm Kulikow in den Vorläufen über 100 Meter Schmetterling die achtbeste Zeit vier Hundertstelsekunden vor dem Neuntbesten. Im Endlauf siegte Denis Pankratow vor dem Australier Scott Miller. Sechs Zehntelsekunden hinter Miller wurde Kulikow Dritter mit 0,07 Sekunden Vorsprung vor dem Viertplatzierten. In der 4-mal-100-Meter-Lagenstaffel schwammen Alexander Popow, Roman Iwanowski, Wladislaw Kulikow und Roman Jegorow die fünftbeste Vorlaufzeit. Im Endlauf waren Wladimir Selkow, Stanislaw Lopuchow, Denis Pankratow und Alexander Popow vier Sekunden schneller als die Vorlaufstaffel und gewannen Silber mit 2,71 Sekunden Rückstand auf das Quartett aus den Vereinigten Staaten und zwei Sekunden Vorsprung vor den drittplatzierten Australiern.
Im April 1997 bei den Kurzbahnweltmeisterschaften in Göteborg belegte Kulikow den fünften Platz mit der 4-mal-100-Meter-Freistilstaffel. Mit der 4-mal-100-Meter-Lagenstaffel erhielt er die Silbermedaille für seinen Einsatz im Vorlauf. Im August bei den Europameisterschaften in Sevilla schlug er als Vierter an und lag damit zwei Plätze vor Pankratow. Die Lagenstaffel mit Wladimir Selkow, Andrei Kornejew, Wladislaw Kulikow und Alexander Popow siegte mit fast zwei Sekunden Vorsprung vor den Deutschen. 1998 fanden die Weltmeisterschaften wie 1991 in Perth statt. Nachdem die 4-mal-100-Meter-Freistilstaffel mit Denis Pimankow, Maxim Korschunow, Wladislaw Kulikow und Roman Jegorow die sechstbeste Vorlaufzeit abgeliefert hatten, erreichten im Finale Popow, Jegorow, Kulikow und Pimankow die drittbeste Zeit. Über 100 Meter Schmetterling schwamm Kulikow die 16. Vorlaufzeit, trat aber zum B-Finale nicht an.
Im April 1999 bei den Kurzbahnweltmeisterschaften in Hongkong wurde Kulikow Achter über 100 Meter Schmetterling und Vierter über 50 Meter Schmetterling, letzteres mit einer Hundertstelsekunde Rückstand auf den Gewinner der Bronzemedaille. Die 4-mal-100-Meter-Lagenstaffel wurde ebenfalls Vierte, hatte aber 0,9 Sekunden Rückstand auf die Medaillenränge. Vier Monate später bei den Europameisterschaften in Istanbul wurde Kulikow über 50 Meter und über 100 Meter Schmetterling jeweils Siebter. Die Lagenstaffel mit Sergey Ostapchuk, Dmitri Komornikow, Kulikow und Popow erkämpfte die Bronzemedaille zeitgleich mit den Schweden, aber eine Sekunde hinter den zweitplatzierten Deutschen. Kulikow misslang 2000 die Olympiaqualifikation. Seine letzte internationale Meisterschaft waren die Weltmeisterschaften 2001 in Fukuoka. Er wurde Fünfter über 100 Meter Schmetterling und schied über 50 Meter Schmetterling im Halbfinale aus. In der 4-mal-100-Meter-Lagenstaffel gewannen die Australier vor den Deutschen. Die russische Staffel mit Wladislaw Aminow, Dmitri Komornikow, Wladislaw Kulikow und Dmitri Tschernyschow schlug als Dritte eine halbe Sekunde vor den Kanadiern an. Leonid Chochlow und Igor Martschenko erhielten eine Bronzemedaille für ihren Einsatz im Vorlauf.